# Joseph William Martin
Joseph William Martin, Jr., född 3 november 1884 i North Attleborough, Massachusetts, död 6 mars 1968 i Hollywood, Florida, var en amerikansk republikansk politiker. Han var ordförande för Republican National Committee 1940-1942 och talman i USA:s representanthus 1947-1949 samt 1953-1955.
Han var ledamot av Massachusetts House of Representatives, underhuset i delstatens lagstiftande församling, 1912-1914. Han var sedan ledamot av delstatens senat 1914-1917.
Martin var ledamot av USA:s representanthus 1925-1967. Utöver två mandatperioder som talman var han minoritetsledare 1939-1947, 1949-1953 och 1955-1959. Efter tjugo år som ledande republikan i representanthuset efterträddes han som minoritetsledare av Charles A. Halleck. Martin förlorade i republikanernas primärval inför 1966 års kongressval mot Margaret Heckler som sedan behöll Martins gamla distrikt i representanthuset för republikanerna med 51 procent av rösterna i själva kongressvalet.